# فرودگاه نرچینسک
فرودگاه نرچینسک یک پایگاه هوایی نظامی واقع در نرچینسک در کشور روسیه است که توسط نیروی هوایی روسیه اداره می‌شود.